# Cimetière Saint-Lazare (Montpellier)
Pour les articles homonymes, voir Cimetière Saint-Lazare.
Le cimetière Saint-Lazare est le plus grand cimetière de Montpellier (Hérault). Il a été réalisé au XIXe siècle et est situé au 2 rond-point du Souvenir Français.

## Historique
En 1846, une ordonnance royale déclare d’utilité publique l'établissement d'un nouveau cimetière sur les anciens terrains de l'hôpital Saint-Lazare, ou maladrerie, près du pont de Castelnau-le-Lez. Depuis le début du Moyen Âge, il y avait là un lazaret. Le lieu servait déjà depuis longtemps de lieu d’inhumation des malades décédés.
Le 14 septembre 1849, a lieu l’inauguration, en présence du maire, Louis Parmentier, du conseil municipal, des commissaires de police et des employés des divers services communaux. Après une cérémonie à la cathédrale Saint-Pierre, la foule se rend en procession jusqu’au nouveau cimetière communal.
Il occupe six hectares et trente-trois ares. Avec plus de 5 700 concessions et 10 000 emplacements pour des inhumations ordinaires, et une population totale de 45 000 habitants environ à l’époque.
Des extensions furent réalisées, en 1864 puis en 1918.
Le cimetière comprend trois carrés militaires et une section israélite.
Des sépultures de guerre belges et de confession musulmane sont également présentes aux différents carrés militaires du cimetière.
Saint-Lazare compte 920 sépultures de soldats « Morts pour la France ».
Actuellement, il sert pour les concessions perpétuelles et celles arrivant à leurs termes avec la remise en vente du terrain par l'administration des cimetières.
Depuis 1979, le cimetière intercommunal du domaine de Grammont (Saint-Étienne) vient en complément de celui-ci.

## Localisation
Avec les transports en commun, la station « Saint-Lazare » de la ligne 2 du tramway de Montpellier est située à proximité.

## Tombes notables
Le cimetière contient plusieurs croix de pénitents de différentes époques. Les Pénitents blancs accompagnent leurs membres au cimetière.
Il accueille les caveaux d’une grande partie des familles bourgeoises : Sabatier d'Espeyran, Montcalm, Lunaret et des personnalités : Charles Flahaut, Alfred Bruyas, etc.
La statuaire est assez importante, et on retrouve régulièrement les mêmes noms de sculpteurs : Paul Dardé, Jean-Louis Guigues ou Auguste Baussan.
- Alexandre Cabanel (1823-1889), artiste peintre académique français ;
- Cambacérès, famille de la noblesse française[1] ;
- famille Sylvestre[1] ;
- monument aux Indochinois morts pour la France[1] ;
- Hélène d'Italie (1873-1952), dont la dépouille repose de novembre 1952 à décembre 2017, sa sépulture est toujours présente[3],[4] ;
- Hippolyte Baliardo (1929-2009), chanteur et guitariste gitan[5],[6] ;
- Paul Coste-Floret (1911-1979), professeur de droit et procureur-adjoint du tribunal de Nuremberg ;
- M. le marquis Gabriel de Berenguer (1817-1903), vice-consul d'Espagne à Montpellier ;
- Paul Baron (1854-1916), inventeur du premier vrai sous-marin viable[7] ;
- Félicie Gimet (1835-1893), ancienne communarde devenue religieuse sous le nom de sœur Marie-Éléonore[8],[9][source insuffisante] ;
- Louis Mazas (1843-1926), inventeur de la bicyclette[10],[11] ;
- Numa Polge (1872-1930)[1], architecte natif d'Alais (Alès) fils de Joseph Polge, huissier ;
- André Miquel (1929-2022), universitaire et historien arabisant français.
- Joseph Danos (1896-1965), officier et résistant français.

Montpellier ayant été une référence dans le domaine médical, un grand nombre de médecins célèbres reposent au cimetière, c'est le cas des Prs Joseph Grasset (1849-1918) et Auguste-Louis Loubatières (1912-1977) notamment.

## Galerie

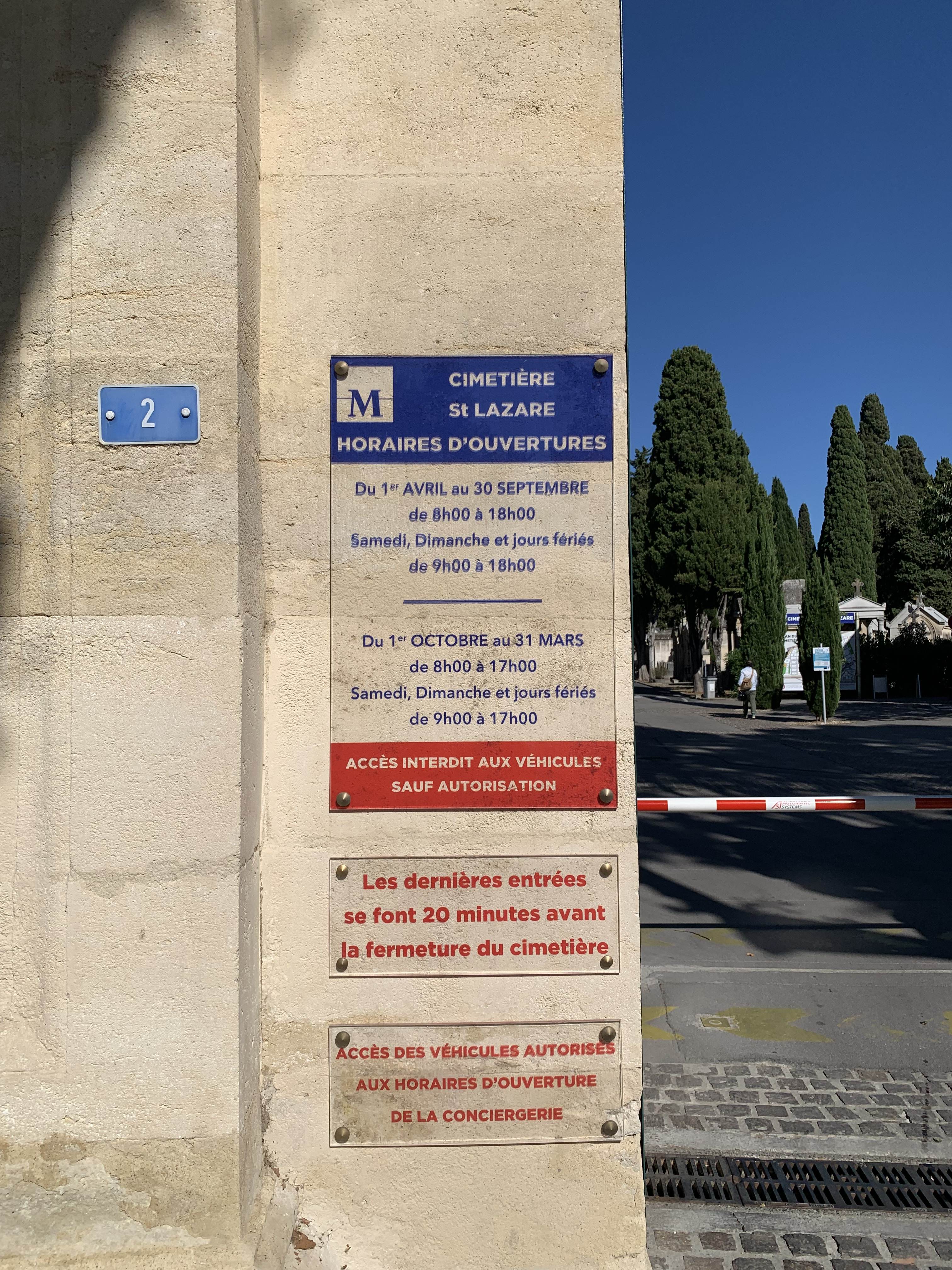
Horaires d'accès au cimetière.
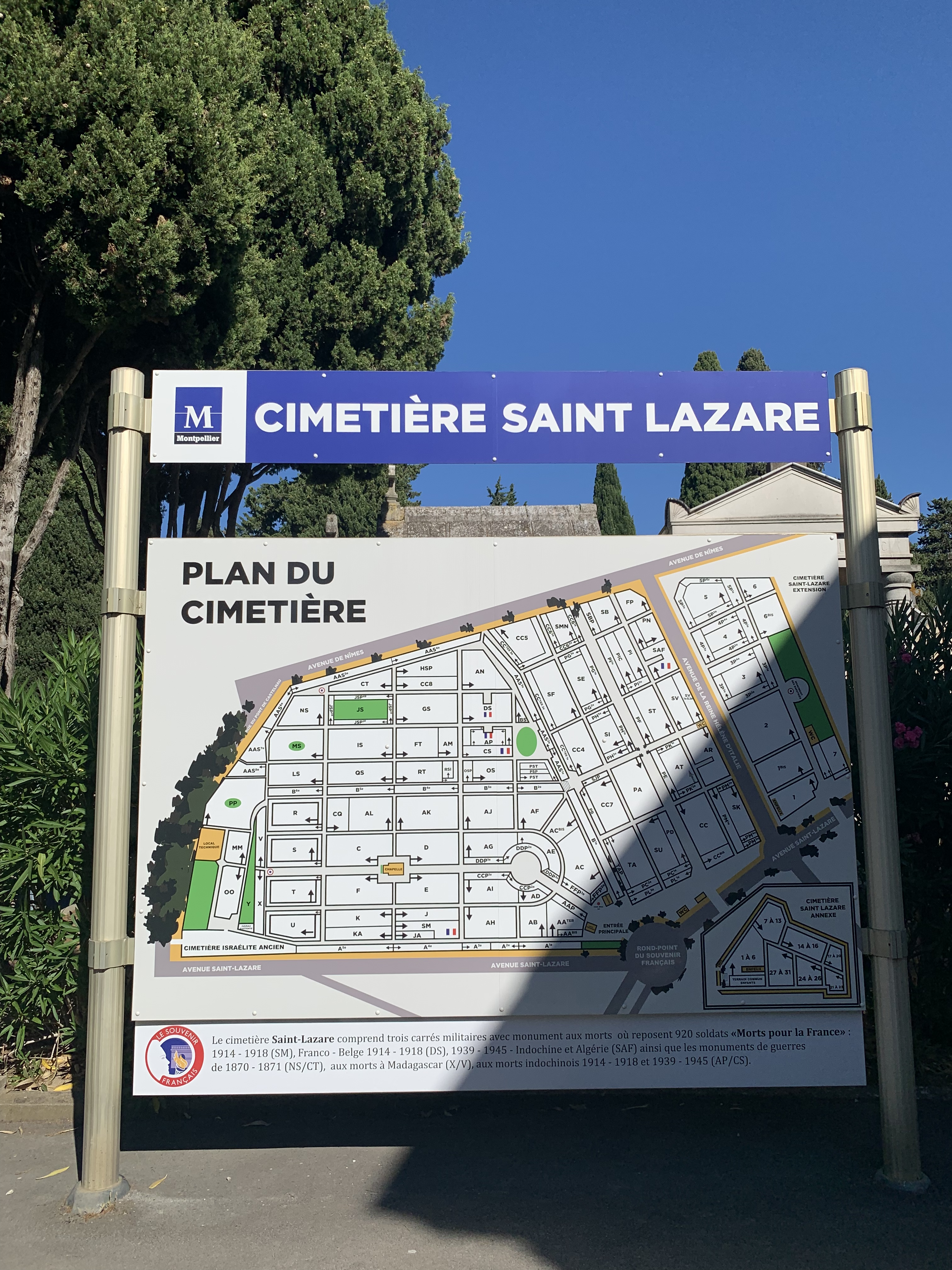
Plan d'accès aux différentes allées du cimetière.
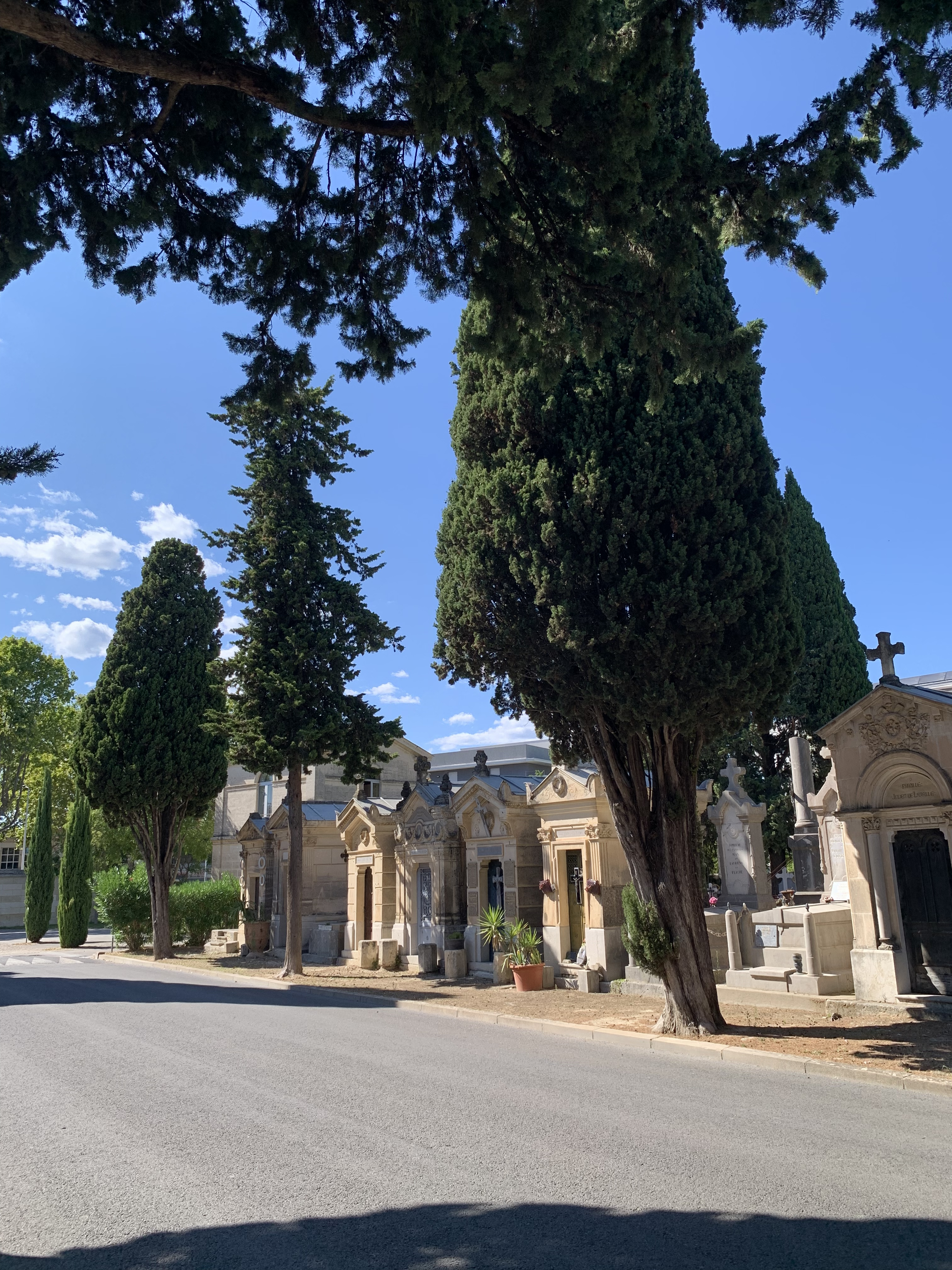
L'allée principale du cimetière avec les chapelles.
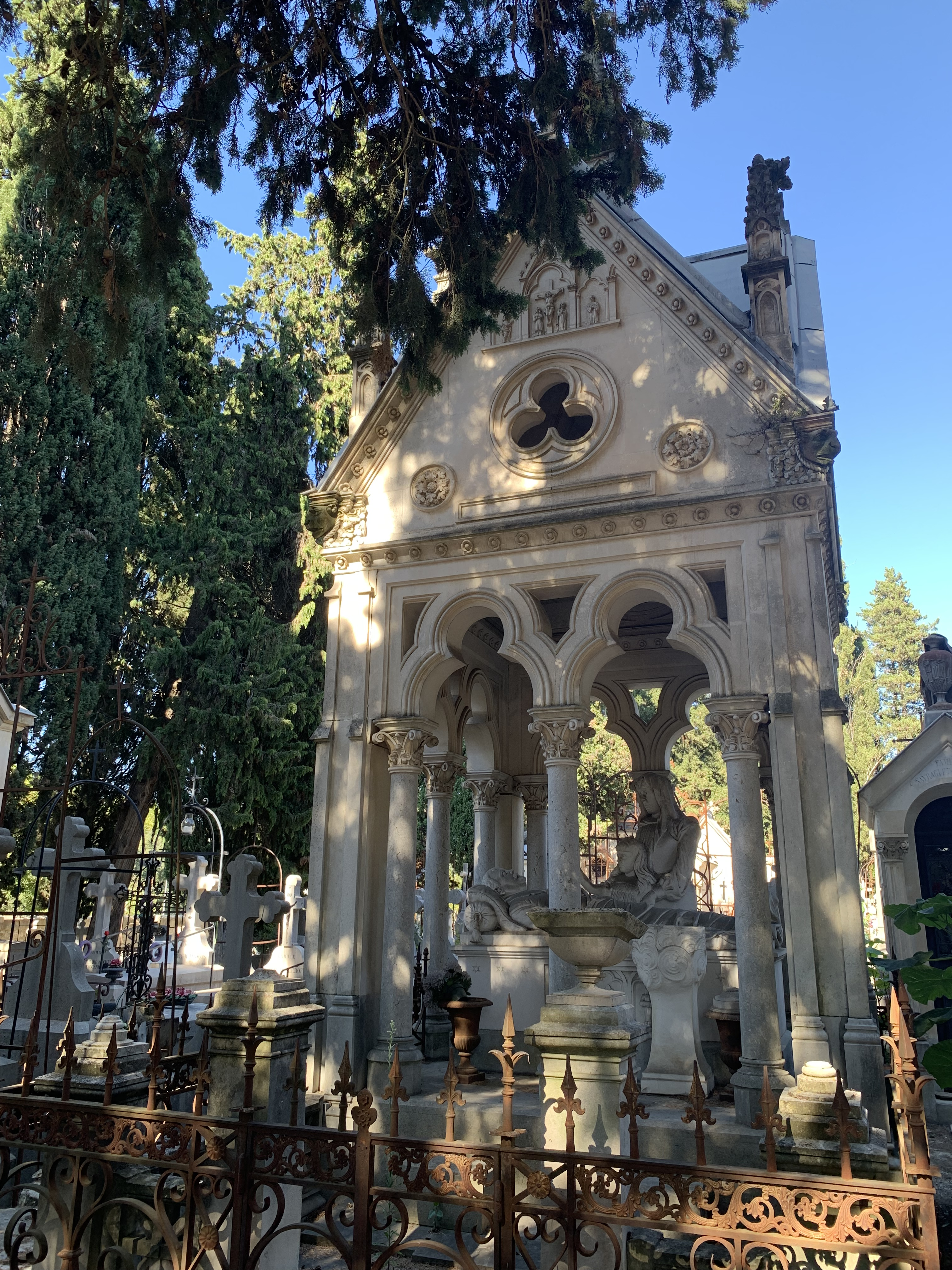
Mausolée de la famille Sylvestre à la section AH du cimetière.
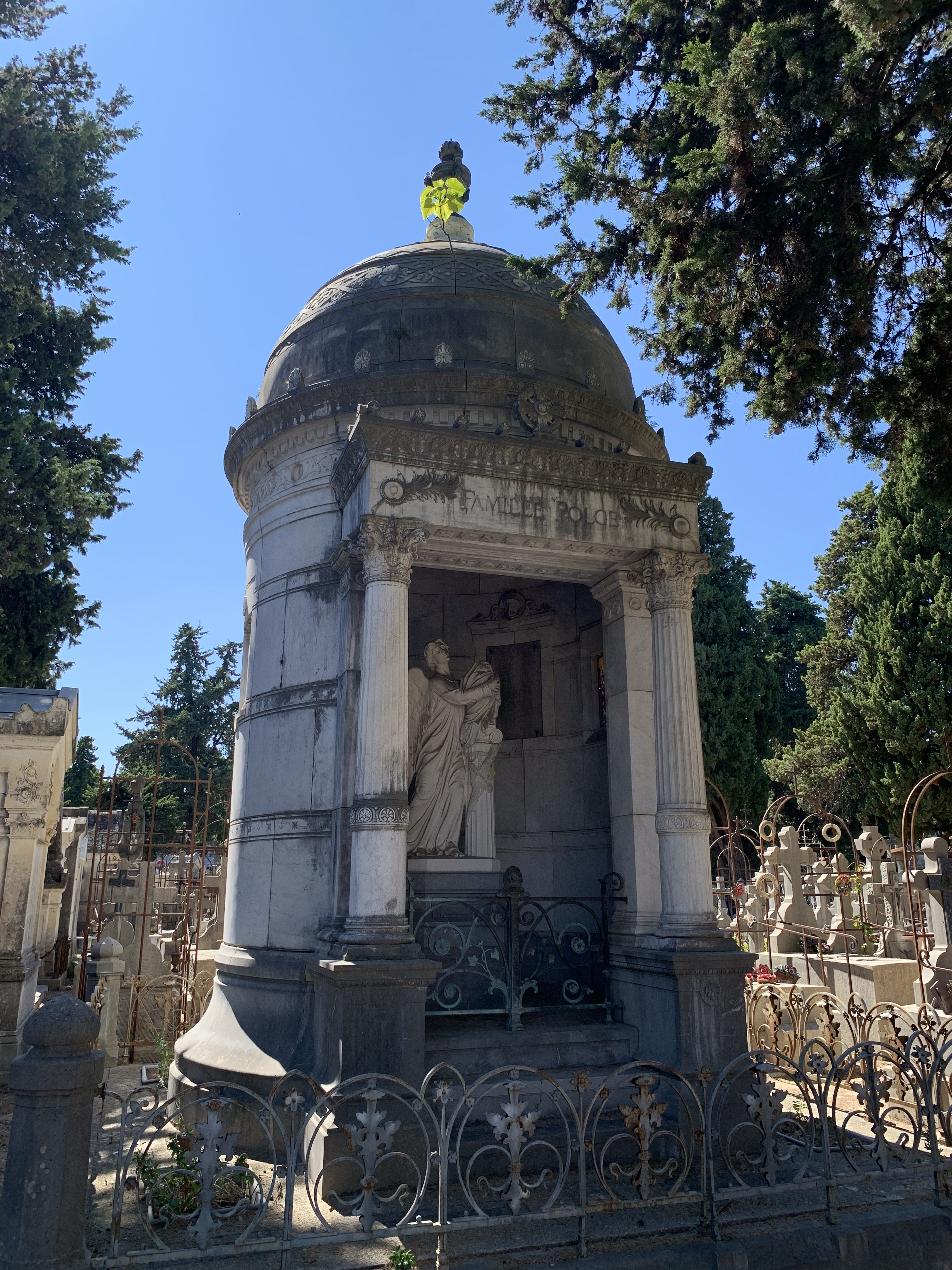
Chapelle remarquable de la famille Polge.
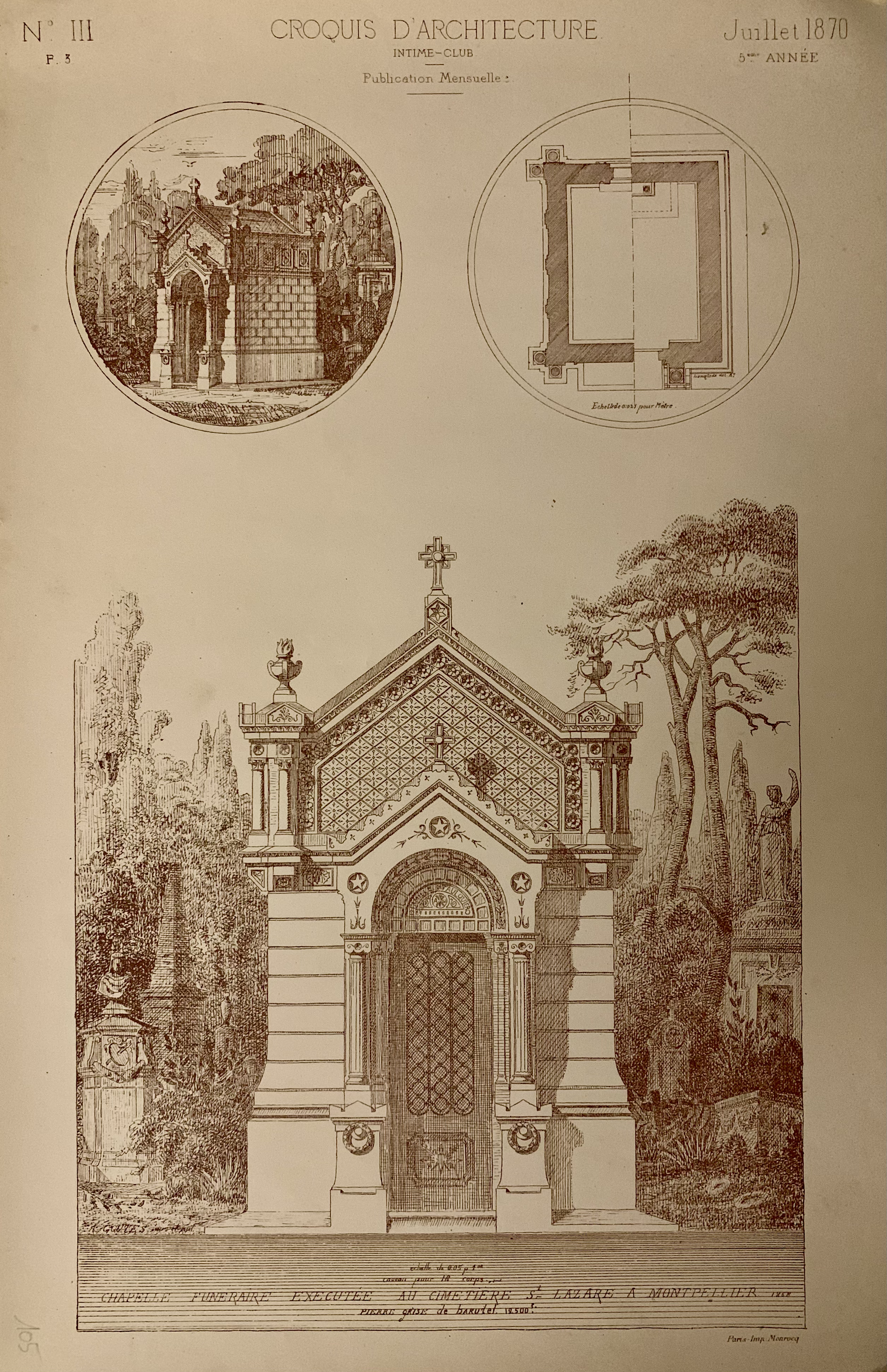
Réalisation d'une chapelle funéraire en juillet 1870.
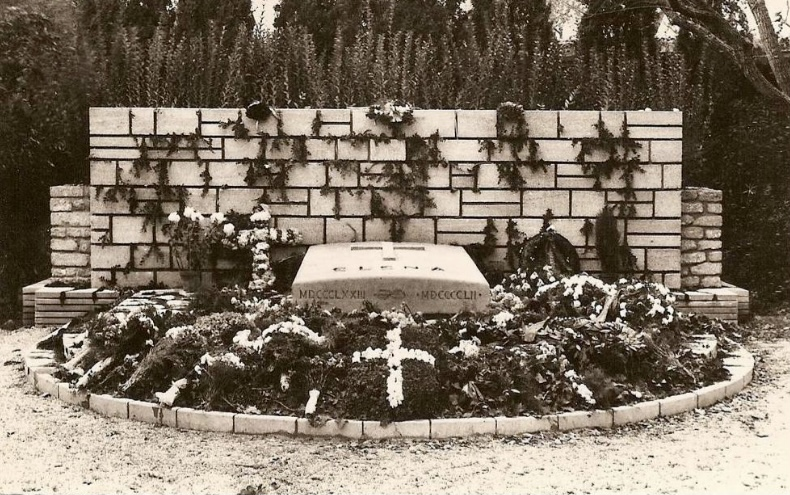
Sépulture de la reine Hélène d'Italie.
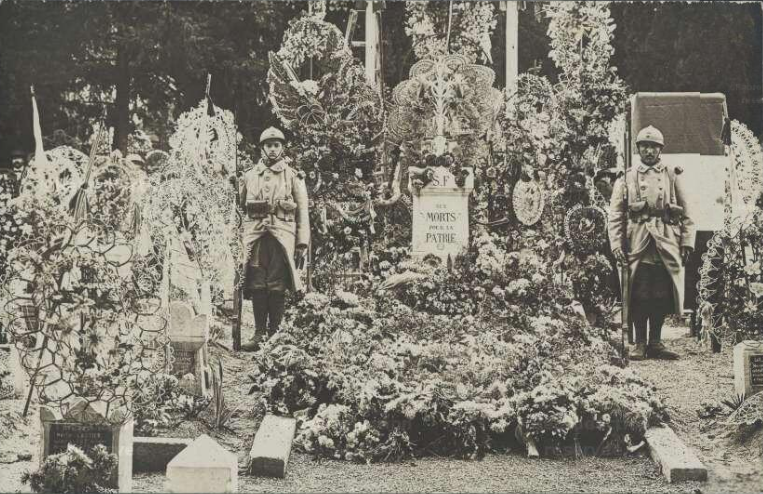
Poilus au carré militaire du cimetière pendant la guerre en 1916.
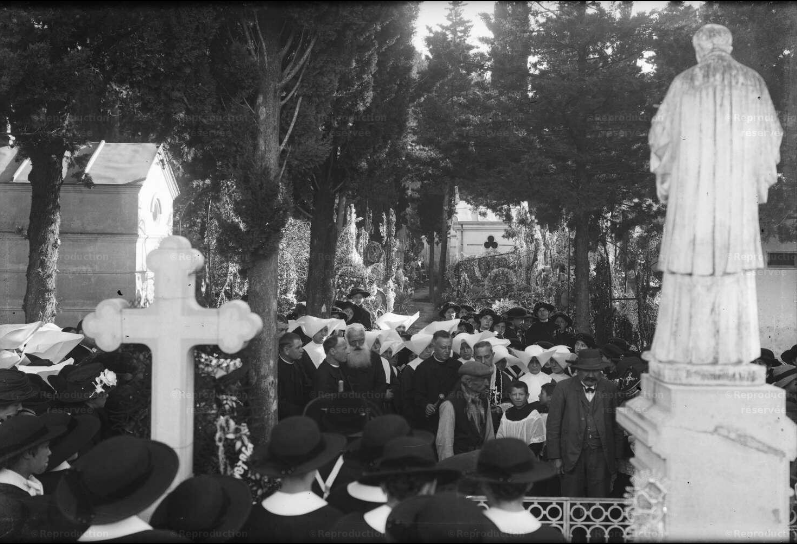
Pèlerins rassemblés devant la sépulture des prêtres au début du XXe siècle à la section « A » du cimetière.